# Opel 2.0 L
La 2.0 L era un'autovettura di fascia medio-alta prodotta dal 1934 al 1937 dalla Casa automobilistica tedesca Opel.

## Profilo e storia
Con la 2.0 L, detta anche 2 Liter oppure Opel 6, la Opel realizzò l'erede della 1.8 L: nonostante, il nome, la Opel 2.0 L (o 2.0 Liter) era mossa da un'unità da 1.9 litri, il che la collocava ancora nella fascia medio-alta del mercato, di cui rappresentava però uno dei modelli di punta, assieme alle varie Citröen Traction Avant 11CV e Lancia Artena, anch'esse mosse da un 1.9 litri.

La 2.0 L era caratterizzata da linee arrotondate, secondo la voga del momento, che era quella della ricerca della migliore penetrazione aerodinamica. Tali linee furono riprese sulla più piccola 1.3 L, che condivideva con la 2.0 L anche il telaio, seppur a passo accorciato.

Tale telaio fu la prima struttura a scatolati e traverse utilizzata dalla Opel. Per la prima volta nella storia della Casa di Rüsselsheim, inoltre, venne adottato un avantreno a ruote indipendenti, dotato di molle elicoidali ed ammortizzatori idraulici a doppio effetto. Il retrotreno abbinava la classica soluzione dell'assale rigido e delle balestre semiellittiche ad elementi più moderni come l'impiego sempre di ammortizzatori idraulici, nonché di una barra stabilizzatrice.

L'impianto frenante era del tipo a tamburo sulle quattro ruote.

Sempre a proposito del telaio, sulla 2.0 L era possibile avere due misure di passo, normalmente pari a 2.642 m, ma che sulla versione limousine a 6 posti saliva a 3.050 m.

La trasmissione era composta da una frizione monodisco, un differenziale a dentatura a spirale ed un cambio a 4 marce.

La 2.0 L montava un motore a 6 cilindri in linea, da cui derivava l'appellativo Opel 6: tale motore consisteva praticamente nel 4 cilindri della 1.2 L, a cui sono stati aggiunti altri due cilindri identici ed opportunamente rialesato. La cilindrata era di 1932 cm³, la distribuzione era a valvole laterali e la potenza massima era di 36 CV a 3300 giri/min, mentre la coppia massima era di ben 105 N·m a 1200 giri/min, un ottimo valore, reso possibile tra l'altro dal contenuto picco di potenza massima in rapporto alla cilindrata.

La velocità massima della 2.0 L era di 100 km/h, con un consumo compreso fra i 12 ed i 13 litri ogni 100 km.

Le carrozzerie disponibili erano la limousine a 2 o 4 porte, la cabriolet e la landaulet. Versione di punta era la grossa limousine a 6 posti che sfruttava il telaio a passo allungato, e che arrivava a 4.8 m di lunghezza: fu lanciata nel 1936 assieme alla versione landaulet, anch'essa a passo allungato.

Dalla 2.0 L fu infine derivata una versione sportiva basta sullo stesso telaio a scatolati, ma con carrozzeria sportiva a due posti senza porte. Tale versione fu proposta in due motorizzazioni tutto sommato tranquille, ossia il 6 cilindri da 1.9 litri delle altre 2.0 L e il 2.5 litri della Super 6.

La 2.0 L fu prodotta fino al 1937: non ebbe eredi dirette e per ritrovare una Opel di cilindrata intorno ai due litri bisognerà arrivare a diversi decenni dopo, quando esordiranno le Opel Rekord con motorizzazioni da 2.2 litri.